# Aérofreinage

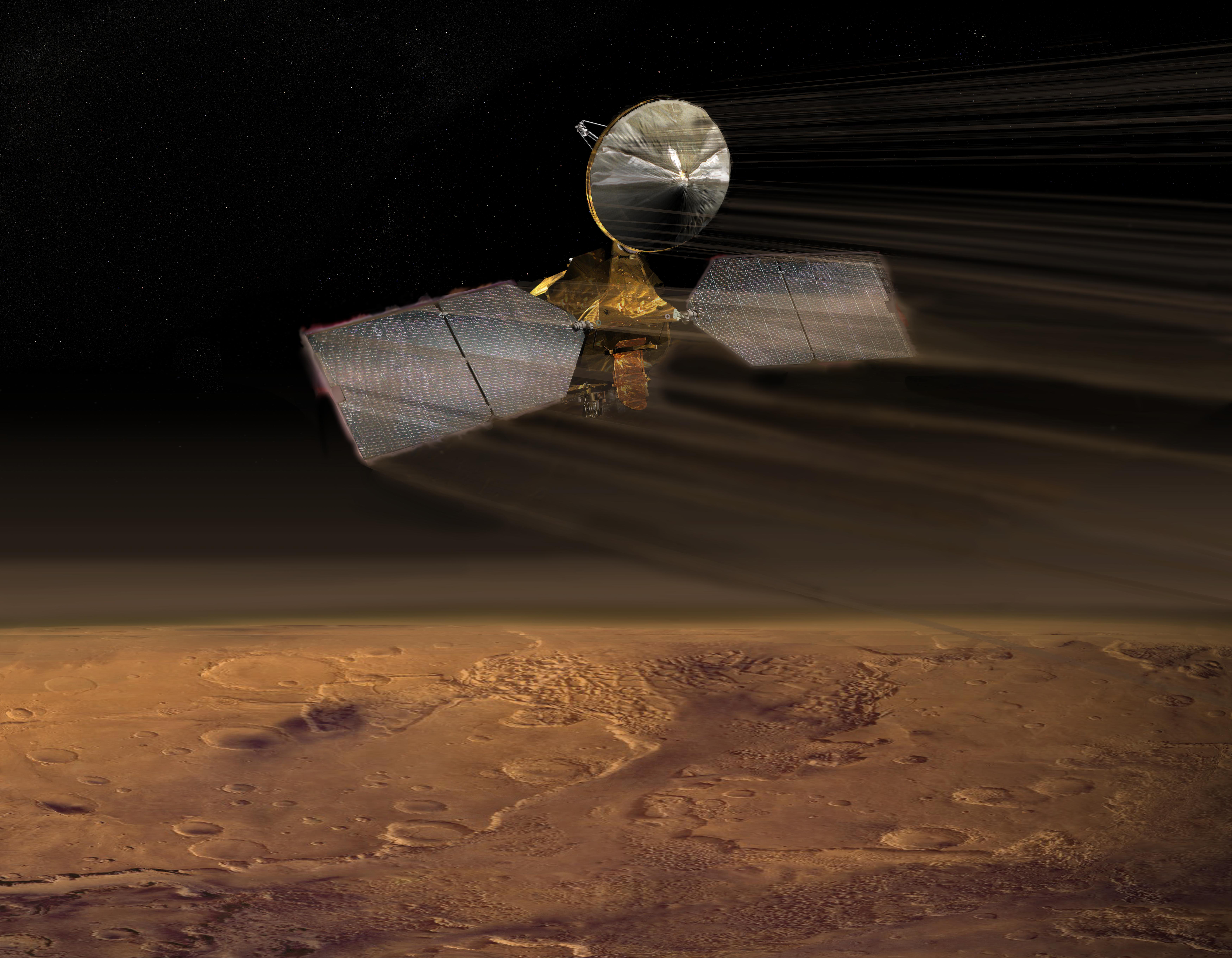
Vue d'artiste de l'aérofreinage de la sonde Mars Reconnaissance Orbiter.

Ne doit pas être confondu avec Aérofrein.
L'aérofreinage, ou freinage atmosphérique, est une manœuvre de mécanique spatiale qui permet de modifier les caractéristiques de l'orbite elliptique d'un vaisseau spatial en utilisant les forces de frottement (la traînée) exercées par l'atmosphère de la planète. Cette manœuvre est utilisée principalement pour placer une sonde spatiale en provenance de la Terre sur son orbite de travail autour de la planète qu'elle doit étudier. Grâce à cette technique, le vaisseau utilise sensiblement moins d'ergols que s'il avait eu recours à ses moteurs ; l'économie de carburant réalisée permet de réduire la masse de la sonde, donc son coût, et d'augmenter la part de la charge utile.
L'aérofreinage est une manœuvre très délicate car elle peut conduire à la destruction du vaisseau spatial si la trajectoire n'est pas précise. Pour que le changement d'orbite soit significatif il est nécessaire d'effectuer de nombreux passages dans l'atmosphère : la phase d'aérofreinage dure généralement plusieurs mois. L'aérofreinage ne peut être effectué que sur une planète disposant d'une atmosphère. La première sonde spatiale à avoir utilisé cette technique est la sonde japonaise Hiten en 1991. Les quatre derniers orbiteurs lancés par la NASA vers Mars ont également utilisé l'aérofreinage.

## Principe
Une sonde spatiale lancée de la Terre vers une autre planète doit réduire sa vitesse pour se mettre en orbite. Si la planète est relativement massive, comme Mars ou Vénus, et que la sonde spatiale doit se placer sur une orbite à faible altitude (ce qui est généralement souhaitable pour obtenir des informations de qualité avec les instruments scientifiques), la décélération nécessaire peut atteindre plusieurs km/s. Ce sont les moteurs de la sonde qui sont chargés de freiner au moment optimal l'engin spatial. Selon l'équation de Tsiolkovski, ce freinage nécessite d'emporter une quantité de carburant qui représente une grande partie de la masse de l'orbiteur (jusqu'à 50 % pour un orbiteur martien). Après un premier freinage assurant la mise en orbite, une à plusieurs manœuvres de freinage supplémentaires sont effectuées à des moments judicieusement choisis pour atteindre l'orbite visée. Si la planète visée dispose d'une atmosphère, une partie de ce carburant peut être économisée. La sonde est insérée à l'aide de ses moteurs sur une orbite fortement elliptique qui ne consomme donc qu'une partie du carburant nécessaire pour atteindre l'orbite visée. Le périgée de cette orbite (le point le plus proche de la planète) est fixé de façon que la sonde traverse les couches supérieures de l'atmosphère. La sonde, à chaque passage dans l'atmosphère, est freinée, ce qui abaisse son apogée. En répétant jusqu'à des centaines de fois cette manœuvre, l'apogée peut être ramenée à faible distance de la planète. Cette phase de la mission peut être longue (plus de 6 mois typiquement pour un orbiteur martien) mais elle permet d'économiser une partie substantielle du carburant. Une fois que l'apogée a atteint la valeur visée, le périgée est relevé à l'aide des moteurs à sa valeur nominale.

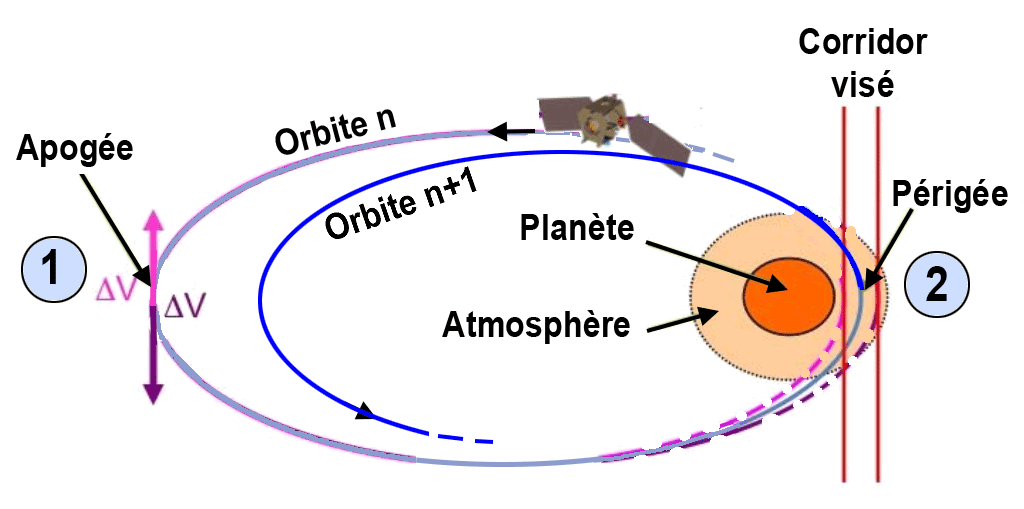
Schéma illustrant le principe de l'aérofreinage : lorsqu'elle se trouve à l'apogée de son orbite (1) la sonde spatiale modifie éventuellement sa vitesse pour qu'elle traverse l'atmosphère au périgée (2) de son orbite à une altitude s'inscrivant dans un corridor dont les bornes sont déterminées par la densité de l'atmosphère (variable dans le cas de Mars) et par la recherche de l'efficacité maximale. Après avoir traversé l'atmosphère qui l'a ralenti l'apogée de son orbite se trouve abaissé.

## Les contraintes
Le ralentissement dû aux forces de traînée transforme une partie de l'énergie cinétique de l'engin spatial en énergie thermique, ce qui se traduit par un échauffement des parties exposées de la sonde spatiale qui doivent disposer d'une isolation thermique adaptée. Par ailleurs, la pression exercée par la traînée nécessite que la résistance mécanique de la structure de la sonde spatiale soit suffisante; ce doit être le cas en particulier des panneaux solaires qui, du fait de leur surface, assurent l'essentiel du freinage tout en ayant traditionnellement pour des raisons de masse une structure très légère. Les panneaux solaires peuvent être volontairement prolongés par des volets pour accroître la traînée et on peut jouer sur leur orientation pour moduler celle-ci.

## Risques
Si la sonde plonge trop profondément dans l'atmosphère, elle peut atteindre une température trop élevée ou subir une rupture mécanique du fait des forces de traînée. Dans le cas de Mars, le choix de la bonne altitude est particulièrement difficile car la pression atmosphérique en altitude peut varier brutalement : l'altitude à laquelle la sonde traverse l'atmosphère doit être adaptée à chaque passage en tenant compte des changements météorologiques observés et de la variation de vitesse obtenue au cours du passage précédent. Les spécialistes de mission, qui recalculent et transmettent les nouveaux paramètres orbitaux à chaque passage, sont soumis à une pression croissante au fur et à mesure que l'orbite s'abaisse et que les traversées de l'atmosphère se succèdent rapidement.

## Sondes ayant utilisé le freinage atmosphérique

Déroulement de l'aérofreinage de la sonde Mars Climate Orbiter perdue à l'arrivée sur Mars) telle qu'il était planifié.

- Magellan (1989-1994), cartographie radar de Vénus, première sonde spatiale pouvant utiliser l'aérofreinage
- Hiten (1990-1993), premier à utiliser l'aérofreinage
- Mars Global Surveyor (1996-2006), cartographie de Mars
- Mars Climate Orbiter (1998-1999), aérofreinage entre le 23 septembre et le 25 novembre 1999[2]
- Mars Odyssey (2001- ), recherche d'eau sur Mars
- Mars Reconnaissance Orbiter (2005-), environ six mois d'aérofreinage entre mars et novembre 2006[3]
- Venus Express (2005-2014) étude de Vénus, environ deux mois d'aérofreinage en juin et juillet 2014 en fin de mission à titre expérimental[4]
- ExoMars Trace Gas Orbiter (2016-) étude de l'atmosphère martienne. Aérofreinage durant un an en 2017

| Caractéristique                                     | Magellan | Mars Global Surveyor | Mars Odyssey | Mars Reconnaissance Orbiter |
| --------------------------------------------------- | -------- | -------------------- | ------------ | --------------------------- |
| Année de lancement                                  | 1989     | 1996                 | 2001         | 2005                        |
| Masse à sec                                         | 1035 kg  | 677 kg               | 380 kg       | 968 kg                      |
| Nombre d'orbites consacrés à l'aérofreinage         | 730      | 886                  | 330          | 428                         |
| Durée de la phase d'aérofreinage (jours)            | 70       | 17 mois              | 77           | 149                         |
| Modification de la périodicité de l'orbite (heures) | 3,2⇒1,6  | 45⇒1,9               | 18⇒2         | 34⇒1,9                      |
| Delta-V économisé (m/s)                             | 1220     | 1220                 | 1090         | 1190                        |
| Ergols économisés (kg)                              | 490      | 330                  | 320          | 580                         |